# Zastava Novog Meksika
Zastava Novog Meksika je službena zastava američke savezne države Novi Meksiko. U sredini zastave sa žutom pozadinom nalazi se crveni simbol sunca indijanskog plemena Zia koje živi u rezervatu u Novom Meksiku.
Žuta i crvena su boje koje su odabrane u čast Izabele I. Kastiljske, njezinih habsburških nasljednika i konkvistadora koji su istraživali to područje u njezino ime. Također, mora se imati u vidu da je crvene i žute boje bio križ na burgundijskoj zastavi koju su koristili konkvistadori kao španjolsku vojnu zastavu u to vrijeme (16. stoljeće).

## Povijest
Američka organizacija Kćeri Američke revolucije je prisilila državu Novi Meksiko 1920. godine da se osmisli jedinstveniji i suvremeniji dizajn nove državne zastave. Na natječaju je pobijedio dr. Harry Mera iz Santa Fea. Mera je bio arheolog koji je bio upoznat sa simbolom sunca indijanskog plemena Zia. Sam simbol ima sveto značenje za pleme. Na suncu se nalaze četiri zrake (s lijeve, desne te gornje i donje strane) te simboliziraju broj četiri koji je za pleme svet. On označava četiri elementa koji se nalaze u krugu života: četiri vjetra, četiri godišnja doba, četiri smjera i četiri svete obveze.
Prije mnogo godina se u javnim školama Novog Meksika nakon zaloga vjernosti Sjedinjenim Američkim Državama pozdravljalo i zastavu Novog Meksika riječima: "Pozdravljam zastavu države Novi Meksiko i simbol Zia o savršenom prijateljstvu među jedinstvenim kulturama".

## Neslužbena zastava
Tijekom prvih 14 godina državnosti, Novi Meksiko nije imao službenu zastavu. Za vrijeme Svjetskog sajma u San Diegu 1915. godine u dvorani gdje se održavao sajam su prikazane sve zastave američkih saveznih država. Budući da Novi Meksiko nije imao službenu zastavu, na sajmu je prikazana ona neslužbena koja se sastojala od plave pozadine gdje se u gornjem lijevom uglu nalazila zastava SAD-a. U sredini je u srebrnoj boji bio prikazan natpis Novi Meksiko i broj 47 (taj broj označava Novi Meksiko kao 47. američku saveznu državu). U donjem desnom uglu bio je državni pečat.
Neki povijesni izvori (uključujući i Cram's Unrivaled Atlas of the World) pokazuju da je pečat omotan natpisom na kojem piše "The Sunshine State" (hrv. Sunčana država).

## Novija povijest
Prema istraživanju koje je 2001. provelo Sjevernoameričko veksilološko društvo, zastava Novog Meksika smatra se najbolje dizajniranom zastavom u konkurenciji svih zastava američkih saveznih država i teritorija te kanadskih provincija.

## Vanjske poveznice
- Državni simboli Novog Meksika  Arhivirana inačica izvorne stranice od 25. ožujka 2009. (Wayback Machine)